# Polyacanthorhynchus
Polyacanthorhynchus är ett släkte av hakmaskar. Polyacanthorhynchus ingår i familjen Polyacanthorhynchidae.
Polyacanthorhynchus är enda släktet i familjen Polyacanthorhynchidae.
Kladogram enligt Catalogue of Life:
| Polyacanthorhynchus | \| \| Polyacanthorhynchus caballeroi \| \| \| \| \| \| Polyacanthorhynchus kenyensis \| \| \| \| \| \| Polyacanthorhynchus macrorhynchus \| \| \| \| \| \| Polyacanthorhynchus rhopalorhynchus \| \| \| \| |
|                     | \| \| Polyacanthorhynchus caballeroi \| \| \| \| \| \| Polyacanthorhynchus kenyensis \| \| \| \| \| \| Polyacanthorhynchus macrorhynchus \| \| \| \| \| \| Polyacanthorhynchus rhopalorhynchus \| \| \| \| |
|                     | Polyacanthorhynchus caballeroi |
|                     | |
|                     | Polyacanthorhynchus kenyensis |
|                     | |
|                     | Polyacanthorhynchus macrorhynchus |
|                     | |
|                     | Polyacanthorhynchus rhopalorhynchus |
|                     | |